# Altamira (film)
Altamira è un film del 2016 diretto da Hugh Hudson.

## Trama

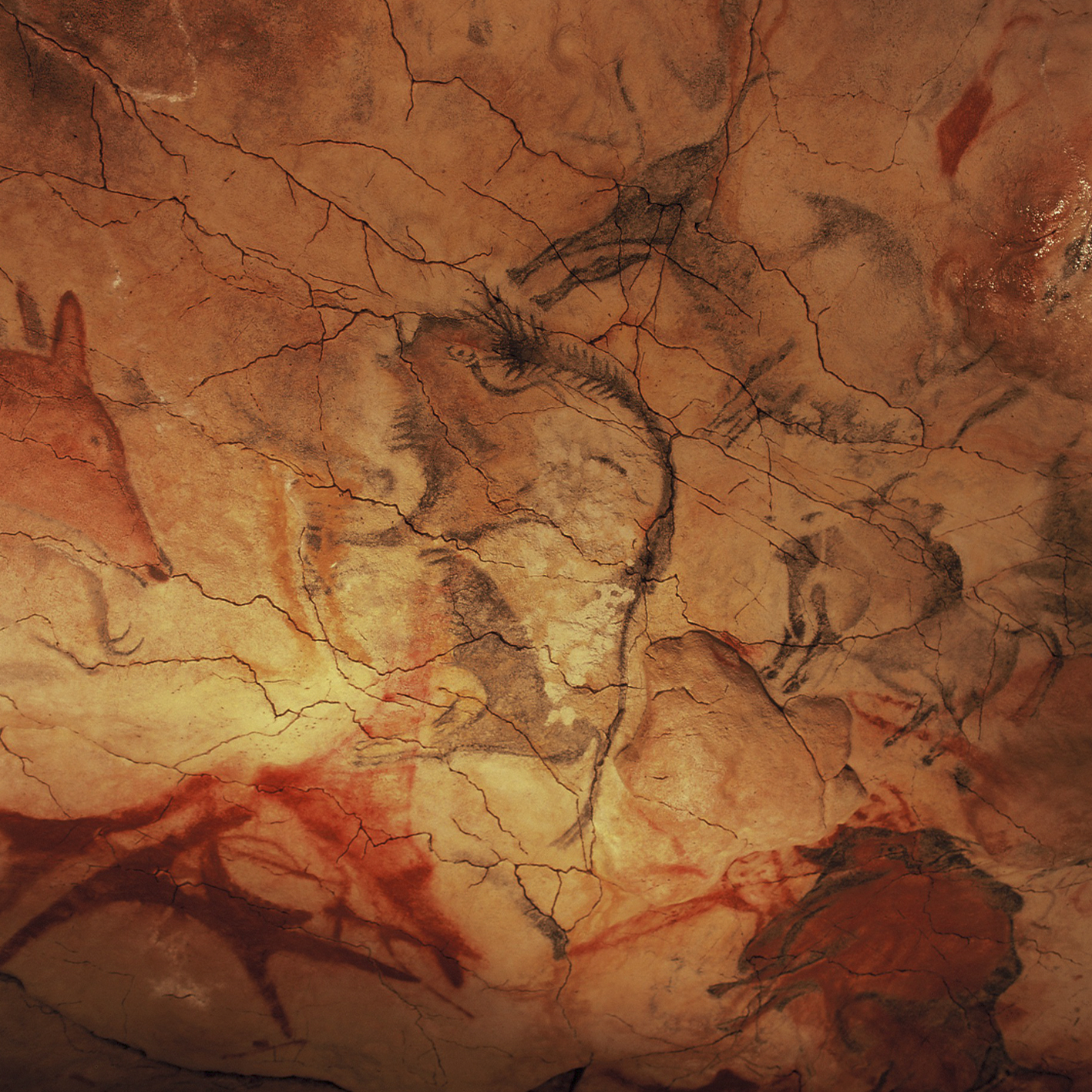
Bisonti raffigurati nel soffitto della grotta.

Spagna 1879: La vita e gli eventi di Marcelino Sanz de Sautuola, l'uomo che ha scoperto le antiche pitture sulla volta della Grotta di Altamira.
Inevitabili furono le polemiche da parte di importanti personalità religiose e scientifiche del tempo.

## Colonna sonora
La colonna sonora del film è stata curata dal chitarrista Mark Knopfler e la percussionista Evelyn Glennie.

## Distribuzione
Il film non è passato dalle sale cinematografiche italiane. Da aprile 2018, è reperibile in DVD.